# Сі-Бі-радіо

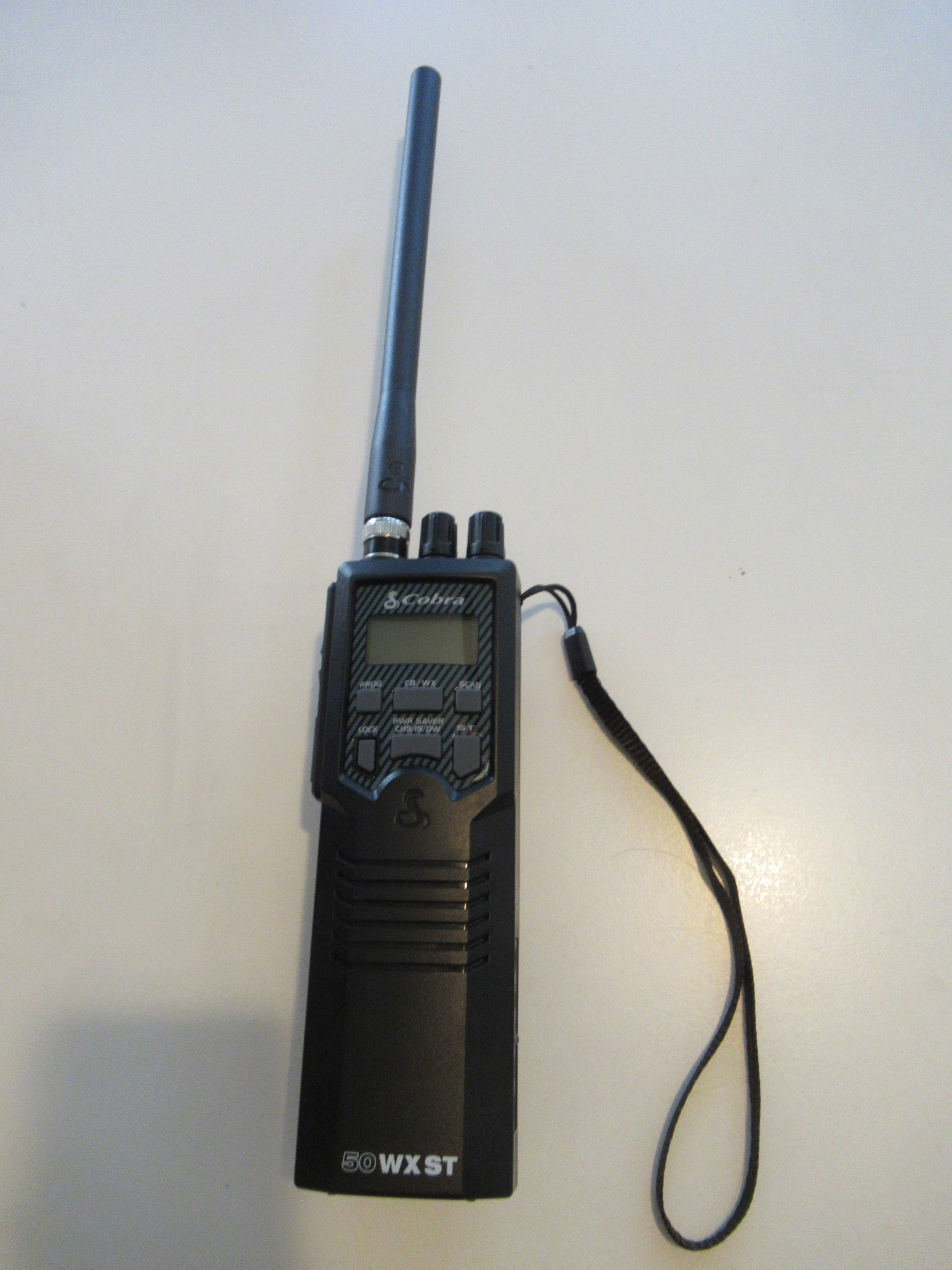
Ручна Сі-Бі радіостанція Cobra 50 WX ST

Сі-Бі-радіо (з англ. Citizen's Band — цивільний діапазон) — безліцензійний аматорський радіозв'язок на коротких хвилях у цивільному діапазоні (26,965 МГц по 27,405 МГц) з використанням сертифікованих радіотелефонів. Залежно від країни використання цього діапазону або мінімально регламентується правилами проведення локальних зв'язків, або не регламентується зовсім.
Засобами радіозв'язку цього діапазону є портативні, пересувні або стаціонарні радіостанції, що забезпечують зв'язок у симплексному режимі (натиснув — говори, відпустив — слухай). Допустимі види модуляцій радіочастот: амплітудна — AM, частотна — FM, односмугова — SSB (USB — верхня бічна смуга і LSB — нижня бічна смуга). Зв'язок встановлюється викликом користувача, що слухає цей канал. Дозволяє безкоштовно надсилати та отримувати голосові повідомлення, одночасно можуть обмінюватися інформацією декілька осіб. На відміну від телефону, такий спосіб зв'язку передбачає закінчення послання кореспондента для відправлення власного повідомлення. Використовується для з'єднання між окремими радіоаматорами, між складом та транспортом, магазином та складом, попередження про небезпеку тощо.
Типова радіостанція складається з комбінованого передавача-приймача та антени. Радіус дії залежить від типу станції, потужности передавача, антени та її місця розміщення. Він може коливатися від кількасот метрів у міській забудові до 50 та більше кілометрів на рівнині.
Виникло у 1940-х роках у США, створене Федеральною комісією зв'язку Служба цивільного радіо для регулювань пультів дистанційного керування та радіотелефонів, у 1975 році перетворилася в аматорський радіозв'язок.
В Україні такий зв'язок відбувається на частоті 26 970 — 27 275 кГц. Його дозволили в кінці 1980-х років.